# كويكب 2023 DW
اكتشف جورج أتارد وآلان موري الكويكب 2023 DW في 26 فبراير 2023 في سان بيدرو دي أتاكاما . 
يبلغ حجم الكويكب حاليًا حوالي 50 مترًا.الكويكب يدور مثل الأرض حول الشمس. يبلغ زمنه المداري حوالي 271 يومًا. ومع ذلك فإن هذه القيم غير دقيقة تمامًا لأن الكويكب 2023 DW كان قريبا من القمر وقت الاكتشاف. سرعة الكويكب 25 كيلومترًا في الثانية. على مقياس تورين ، الذي يصف احتمالية حدوث تأثير على الأرض ، يُعطى هذا 1 من 560 إلى 650. تم تحديد موعد أول اقتراب من الأرض في 14 فبراير 2046 (في عيد الحب ).
بين 5-8 مارس 2023 لم يمكن رصد الكويكب لأنه كان على بعد 40 درجة من القمر المحدب الصاعد. 
2023 DW حاليًا يدور حول الشمس مرة واحدة كل 271 يومًا. وصل إلى الحضيض (أقرب اقتراب من الشمس) في 26 نوفمبر 2022 ، ثم اقترب من الأرض من اتجاه الشمس مما جعل أقرب اقتراب للأرض في 18 فبراير 2023 على مسافة حوالي 8.7 مليون كيلومتر.

رسم بياني يوضح لماذا كلما أصبحت منطقة عدم اليقين أصغر ، يمكن أن يزداد احتمال التأثير ثم ينخفض فجأة إلى 0.

## روابط انترنت
- https://www.golem.de/news/new-asteroid-discovered-nasa-includes-collision-for-2046-not-completely-2303-172538.html

## التفاصيل
1. ↑  spaceweather.com: This is probably nothing to worry about, abgerufen am 13. März 2023 نسخة محفوظة 2023-03-13 على موقع واي باك مشين.